# Берое (стадион)
Вижте пояснителната страница за други значения на Берое.
Стадион „Берое“ е един от най-големите стадиони в България. Намира се в местността Аязмото в Стара Загора.

## История
Строежът на стадиона започва през пролетта на 1955 г. от Строителните войски от поделението на офицера Делчо Делчев. Последният е почетен гражданин на града. Той умира на 30 май 2007 година. Кметът на града по това време Евгений Желев внася в общинския съвет предложение стадионът да носи името на ген. Делчев. Предложението обаче е отхвърлено. По време на строежа в тежките следвоенни години не достига работна ръка и средства и стадионът е довършен с много доброволен труд. Откриването му става на 4 април 1959 година от тогавашния първи секретар на Окръжния комитет на БКП Атанас Димитров.
В края на март 2012 г. стадионът е взет на концесия със срок от 10 г. от футболния отбор на града Берое (Стара Загора). В следващите години е изпълнена инвестиционна програма на стойност 4,5 млн. лв., която включва цялостна подмяна на терена, изграждане на дренаж, ремонт на административната сграда, подмяна на седалки, изграждане на тренировъчни терени. Стадионът отговаря на изискванията на УЕФА за предварителните кръгове на европейските футболни турнири. През 2015 г. на стадион Берое е официалното откриване на Европейско първенство по футбол за юноши до 17 г. 2015. На трибуните има около 11 000 души публика, което е рекорд за подобна среща.

## База
Разполага с най-голямата козирка в страната, работещо осветление и табло и с най-бързата  в България лекоатлетическа писта. Стадионът е публична общинска собственост и част от спортен комплекс „Берое“, включващ стадиона, лекоатлетическа писта около него, 3 тренировъчни игрища, закрита лекоатлетическа зала, огромен тенис комплекс, зала за тенис на маса, акробатична зала, зала за бокс и киокушин карате. Капацитетът на съоръжението след слагане на седалките е около от 12 300 места.

## Световен рекорд по лека атлетика
На 20 август 1988 година на лекоатлетическата писта на този стадион Йорданка Донкова поставя нов световен рекорд на 100 м. с препятствия – 12,21 секунди.